# Cattleya schroederae
Cattleya schroederae — многолетнее травянистое растение семейства Орхидные.
Вид популярен в комнатном и оранжерейном цветоводстве, широко представлен в ботанических садах.

## Этимологияи история описания
Найдена в Колумбии сборщиком орхидей Уильямом Арнольдом (William Arnold). Первые растения были реализованы через фирму Сандера (English orchid firm Sander’s Ltd.). Растения были куплены бароном фон Шредером (J. H. W. von Schröder) — одним из крупнейших коллекционеров орхидей XIX века. Первоначально растение было описано в 1887 году Генрихом Райхенбахом, как одна из форм Cattleya trianaei. Форма была названа в честь баронессы Шредер — Cattleya trianaei f. schroederae. В честь барона Шредера была названа тёмноцветковая форма Cattleya trianaei f. schroederiana.
 Однако Сандер был убежден, что новая каттлея является самостоятельным видом, поскольку она хороша отличалась от Cattleya trianaei ароматом и некоторыми особенностями строения цветка. Впоследствии Cattleya schroederae стала считаться самостоятельным видом.

## Ареал, экологические особенности
Колумбия. Восточные склоны Кордильер.
Цветение проходит в январе в середине сухого сезона. Эпифиты в лесах с высокой относительной влажностью воздуха, а также литофиты на скалах полностью открытых прямому солнечному свету. Растения, произрастающие в лесу, как правило имеют большего размера псевдобульбы и цветки. Растения из мест подверженных воздействию прямых солнечных лучей имеют более компактные псевдобульбы и имеют большее количество цветков на цветоносе.
Cattleya schroederae входит в Приложение II Конвенции CITES.
 Цель Конвенции состоит в том, чтобы гарантировать, что международная торговля дикими животными и растениями не создаёт угрозы их выживанию. Приложение включает все виды, которые в данное время хотя и не обязательно находятся под угрозой исчезновения, но могут оказаться под такой угрозой, если торговля образцами таких видов не будет строго регулироваться в целях недопущения такого использования, которое несовместимо с их выживанием; а также другие виды, которые должны подлежать регулированию для того, чтобы над торговлей образцами некоторых видов из первого списка мог быть установлен эффективный контроль.

## Биологическое описание
Симподиальные растения средних размеров.
Псевдобульбы однолистные.

Листья продолговато-эллиптические.

Цветоносы образуются на вызревших псевдобульбах, несут до 7-10 цветков.

Цветки обладают приятным ароматом, не увядают до пяти недель. Цвет лепестков светлый розовато-лиловый. Внутренняя часть губы яркого тёмно-жёлтого или оранжевого (редко винного) цвета.
Вид часто путают с Cattleya trianaei. Из-за этого многие фотографии могут вводить зрителя в заблуждение.
Cattleya schroederae имеет несколько интересных цветовых вариаций. Большинство из них отличаются особенностями окраски губы. Есть разновидности с пурпурной точкой на губе. Одна из самых замечательных форм xanthina. Это растение имеет глубокий жёлтый цвет покрывающий большую часть губы.

## В культуре
Вид считается лёгким в культуре.
В большинстве коллекций встречается реже других крупноцветковых каттлей. В Колумбии считается, что хорошая Cattleya schroederae — это плохая Cattleya trianaei.
Тем не менее вид имеет некоторые очень хорошие характеристики, которые делают его интересным для коллекционеров. Цветки эффектны за счёт цветового контраста между бледно-розовыми лепестками и чашелистиками и глубокой жёлтой губой. Также цветки имеют очень сильный и запоминающийся аромат, достигающий наибольшей интенсивности в полдень и в жаркие дни.
Температурная группа — умеренная.
Рост новых побегов начинается весной и заканчивается к концу июня. Если условия продолжают оставаться благоприятными, к концу августа вырастает ещё одна генерация побегов. Осенью, из-за короткого светового дня, рост растения замедляется, Цветение происходит в конце февраля или начале марта.
С сентября по февраль полив умеренный, необходим он лишь для того, что бы псевдобульбы не сморщивались.
Посадка в горшок или корзинку для эпифитов с субстратом из сосновой коры средней или крупной фракции. Субстрат после полива должен полностью просыхать. Для полива лучше использовать воду прошедшую очистку методом обратного осмоса.
Освещение: прямой солнечный свет в первой и второй половине дня с лёгким притенением в середине дня при интенсивном движении воздуха.
Подкормки только в период активной вегетации комплексным удобрением для орхидей.